# Навра (Куявско-Поморское воеводство)
Навра — деревня в гмине Хелмжа Торуньского повета Куявско-Поморского воеводства в центральной части севера Польши.

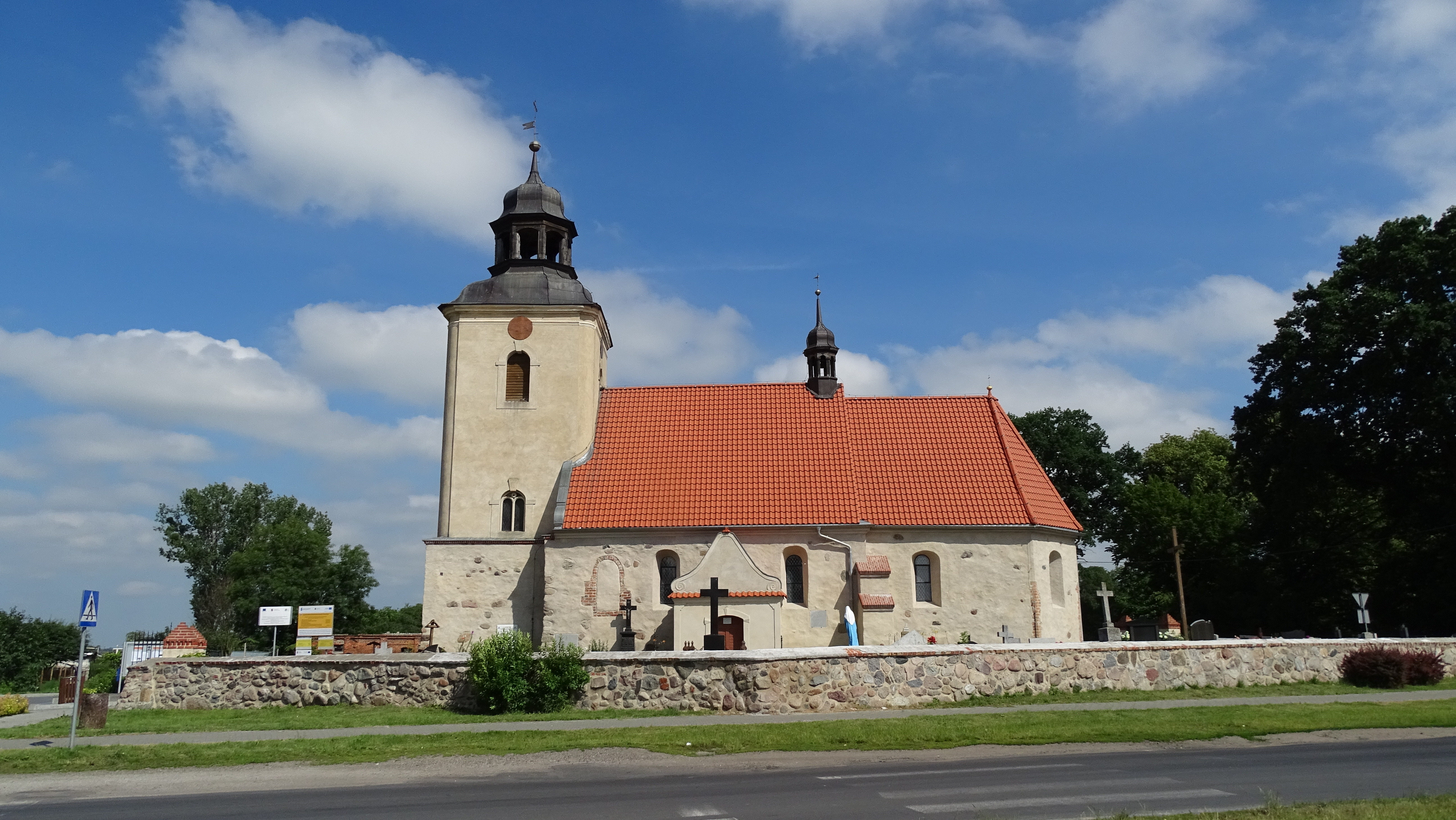
Церковь Святой Екатерины Александрийской (XIV в.)